# Henschel Hs 117 Schmetterling

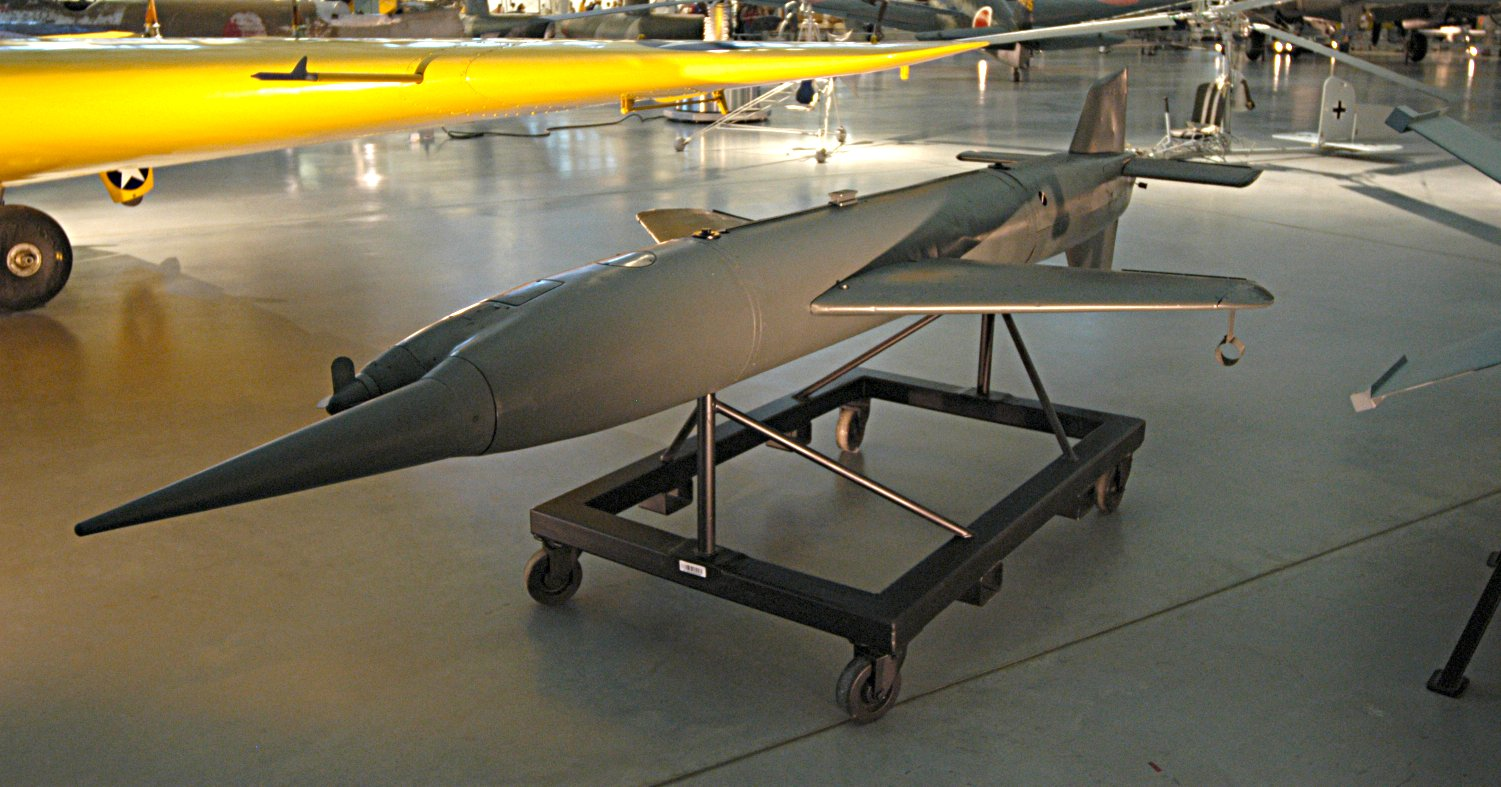
Hs 117 «Шметтерлинг» (экспонат в Национальном музее авиации и астронавтики США) со снятыми стартовыми ускорителями.

«Шметтерлинг» (нем. Schmetterling — «бабочка», индекс разработчика в 1941 году Hs-297, с марта 1943 года Hs-117) — управляемая зенитная ракета, разработанная во время Второй мировой войны в Германии.

## История
Предварительная разработка проекта ракеты «Шметтерлинг» была выполнена подразделением компании BMW в 1941 году, позднее работы были переданы в фирму «Хеншель» под руководством Герберта Вагнера, и ракета была предложена Рейхсминистерству авиации, но была отвергнута. В 1943 году, в условиях нарастающих бомбардировок территории Германии, руководство нацистской Германии решило возобновить ряд замороженных ранее проектов ПВО, в том числе и «Шметтерлинг». Фирма «Хеншель» получила заказ на разработку и изготовление Hs 117. 
До мая 1944 года было изготовлено и испытано 59 опытных экземпляров; 33 пуска были аварийными.
Серийное производство было назначено на декабрь 1944 года, однако прототип был готов только в январе 1945 года, а в феврале от проекта отказались ввиду отсутствия ресурсов на его реализацию: боевые действия шли уже на территории Германии, и значительная часть её промышленного потенциала была разрушена или попала в зону оккупации войсками антигитлеровской коалиции.

## Описание
Hs 117 «Шметтерлинг» был одним из самых экзотических проектов в истории беспилотных средств ПВО. По аэродинамической схеме это скорее самолёт, чем ракета; кроме того, его фюзеляж имел два носовых окончания. Левое, более длинное, несло боевую часть, а на правом размещался воздушный винт, вращаемый набегающим потоком воздуха и приводивший в движение генератор — источник электропитания снаряда. Маршевый двигатель — ЖРД. Компоненты топлива — тонка (горючее) и азотная кислота (окислитель). В основной модификации снаряд стартовал с катапульты, установленной на земле, с помощью двух твердотопливных ускорителей, которые закреплялись на фюзеляже сверху и снизу и сбрасывались после выработки топлива. Был и вариант, стартующий с самолёта-носителя. Наведение на цель по радио выполнялось оператором, который через телескопический прицел совмещал снаряд и цель, выдавая джойстиком команды бортовой системе управления.

## После войны
Ряд экземпляров ракет Henschel Hs 117 Schmetterling были захвачены союзными войсками в 1945 году. Существенно заинтересовались ей, впрочем, только французы, разработавшие на её основании ракету Maruca, разработка которой не была доведена до конца.

## Технические характеристики
- Наименование: Hs 117 Schmetterling.
- Изготовитель: Henschel-Werke.
- Маршевый двигатель: ЖРД BMW 109—558 с тягой 3,7 кН (375 кгс); ресурс 33 с.
- Компоненты топлива: тонка; азотная кислота.
- Стартовые ускорители: 2 твердотопливных ускорителя Schmidding 109—553 с суммарной тягой 17,1 кН (1750 кгс); время работы 4 с.
- Длина фюзеляжа: 4,0 (4,2) м.
- Диаметр фюзеляжа: 350 мм.
- Размах крыльев: 2 м.
- Стартовая масса: 420 кг (без ускорителей).
- Масса 2 ускорителей: 170 кг.
- Средняя скорость: 270 м/с.
- Дальность перехвата: 32 км.
- Максимальная высота: 10 700 (15 500) м.
- Масса боевой части: 25 кг.
- Боевое применение: не было.

## Аналоги
- SAM-A-1 GAPA